# Илич, Александр
Алекса́ндр Илич (серб. Александар Илић; 26 июня 1969, Ниш, Югославия) — сербский футболист, защитник, тренер. 

## Карьера
Александр родился в городе Ниш и является воспитанником белградского клуба «Црвена Звезда». Однако, дебютировав за клуб в 1990 году, он больше не сыграл за команду. В 1991 году он вернулся в родной Ниш и стал игроком местного «Раднички». Там он стал основным игроком и играл за клуб на протяжении четырёх лет, побывав в аренде в испанском «Кадисе», и покинув команду в 1995 году. Следующим клубом игрока стал греческий «Паналиакос», где он также стал постоянным игроком. Отыграв за греческий клуб два года, отправился в Бельгию, где стал игроком «Брюгге». С клубом он выиграл чемпионат 1997/98 года, кубок и суперкубок.